# Conquesta d'Ares
La conquesta d'Ares fou la primera acció de la Conquesta del Regne de València empresa amb èxit, el gener de l'any 1232 per Jaume I el Conqueridor.

## Antecedents
El 1224 el Jaume el Conqueridor va cridar els nobles d'Aragó i Catalunya per iniciar la conquesta de Balànsiya entrant per Terol, però Sayyid Abu Zayd li va demanar una treva que va acceptar a canvi de la cinquena part de les rendes de Balànsiya i Mursiyya. Durant l'estiu de 1225, el Jaume I intentà apoderar-se del castell de Peníscola, però els nobles aragonesos li van girar l'esquena i va fracassar.
Sayyid Abu Zayd patí una rebel·lió indígena antialmohade encapçalada per Ibn Hud al-Djudzaní que s'apoderà de Madina Mursiyya el 1228 i va dominar les regions d'Oriola, Dénia, Bairén, Xàtiva i Al-Yazirat Suquar, assetjant Balànsiya sense prendre-la, però l'amenaça del Regne de Castella va fer que Ibn Hud es retirara cap a Madina Mursiyya.
El pacte entre Jaume I i Sayyid Abu Zayd havia fet que molts musulmans s'hagueren passat al bàndol encapçalat per Zayyan ibn Mardanix net d'Abu al-Hajjaj, creient que Sayyid Abu Zayd els havia traït en abandonar l'islam, i aquest va deixar la ciutat de València i per traslladar-se al nord, mentre Zayyan va entrar triomfalment en la ciutat de Balànsiya el gener de 1229, encara que no va arribar a convertir-se en rei. Des de Madina Mursiyya, el rebel antialmohade Ibn Hud al-Djudzaní, havia assetjat la ciutat de València pressionant a Zayyan perquè l'abandonara. Tot aquest desorde en la ciutat de València va fer créixer les ànsies de Jaume I per intentar de nou la conquista del Regne, després d'haver pres Mallorca als musulmans el 1229.

## La conquesta
Estant Jaume el Conqueridor a Terol el 1232 per signar un nou pacte amb Sayyid Abu Zayd i caçar amb Pero Ferrández d'Açagra va rebre la notícia que Blasco I d'Alagón assetjava Morella, de vital importància estratègica, i que ho feia amb els seus propis mitjans, 
El rei, tenint por a la possible expansió cap al sud de Blasco I d'Alagón, es va dirigir immediatament al Maestrat per a controlar la situació, prenent la fortalesa d'Ares amb grup de peons terolans, prenent-la el 8 de gener, mentre que Morella va caure el dia anterior, 7 de gener, després d'una ferotge resistència.

## Conseqüències
Després de la presa de Morella i Ares, les tropes es van dirigir a la veïna fortalesa de Castellfort, que va resistir el setge fins a l'1 d'agost de 1237.